# Partit Liberal Democràtic (Cambodja)
El Partit Liberal Democràtic (llengua khmer: គណបក្សប្រជាធិបតេយ្យសេរី) va ser un partit polític que va existir a Cambodja entre el 1992 i el 1998. El va fundar i liderar en tot moment Sak Sutsakhan, militar i últim cap d'Estat de la República Khmer. Destaca per haver estat el primer partit a Cambodja a fer un congrés després dels acords de pau de París de 1991, concretament el 1992 a l'Estadi Olímpic de Phnom Penh.
Va sorgir a partir de l'escissió del Partit Liberal Democràtic Budista el maig del 1990, a conseqüència de la disputa de Sutsakhan amb Son Sann, creador del partit original de caràcter anticomunista, pels acords de pau de París de 1991, que van posar fi a la Tercera Guerra d'Indoxina i la guerra cambodjana-vietnamita.
Va constituir-se abans de les eleccions del 1993, en les quals va ser la quarta formació més votada amb 62.698 vots —és a dir, l'1,6 % del total. Per això no va rebre cap escó a l'Assemblea Nacional de Cambodja. Havent-se presentat a les eleccions del 1998 i havent-hi obtingut 14.088 vots —un residual 0,3 %—, el partit va dissoldre's.
La ideologia del partit incloïa l'oposició a la restauració monàrquica al país. També era nacionalista i donava suport al liberalisme.